# Lacapelle-Marival
Lacapelle-Marival (occitanisch: La Capèla de Marival) ist eine südfranzösische Gemeinde mit 1278 Einwohnern (Stand 1. Januar 2022). Sie liegt in der Kulturlandschaft des Quercy im Département Lot in der Region Okzitanien.

## Lage
Lacapelle-Marival liegt in einer Höhe von ca. 380 Metern ü. d. M. am südwestlichen Rand des Zentralmassivs in der Causse du Gramat. Der Ort befindet sich an einer Nebenstrecke des Jakobswegs (Via Podiensis) etwa auf halbem Weg zwischen Rocamadour bzw. Gramat und Figeac; die Stadt Cahors liegt etwa 66 Kilometer westlich.

## Bevölkerungsentwicklung
| Jahr      | 1962 | 1968 | 1975 | 1982 | 1990 | 1999 | 2006 | 2018 |
| Einwohner | 942  | 993  | 1151 | 1202 | 1201 | 1247 | 1320 | 1270 |

Im 19. Jahrhundert hatte der Ort stets zwischen 1000 und 1500 Einwohner. Infolge der Reblauskrise im Weinbau und der Mechanisierung der Landwirtschaft ging die Einwohnerzahl in der ersten Hälfte des 20. Jahrhunderts auf etwa 850 Einwohner zurück.

## Wirtschaft
Im Haut-Quercy wurde die Landwirtschaft in erster Linie zur Selbstversorgung betrieben, zu der bis ins 19. Jahrhundert hinein auch der Weinbau gehörte, der aber nach der Reblauskrise nahezu gänzlich aufgegeben wurde. Heute spielt – neben Kleinhandel und Handwerk – der Tourismus in Form der Vermietung von Ferienwohnungen (gîtes) eine große Rolle im Wirtschaftsleben der Gemeinde.

## Geschichte
Im 10. Jahrhundert erstmals in Schriften zum Leben des hl. Gerbert von Aurillac erwähnt, gelangte Lacapelle Mitte des 11. Jahrhunderts in den Besitz der Familie Cardaillac. Diese in der Region bedeutsame Familie konnte jedoch während des Hundertjährigen Krieges (1337–1453) nicht verhindern, dass der Ort zeitweise durch Wegelagerer geplündert wurde. In den Auseinandersetzungen zwischen Katholiken und Protestanten ging die Glaubensspaltung quer durch die Familie Cardaillac.

## Sehenswürdigkeiten

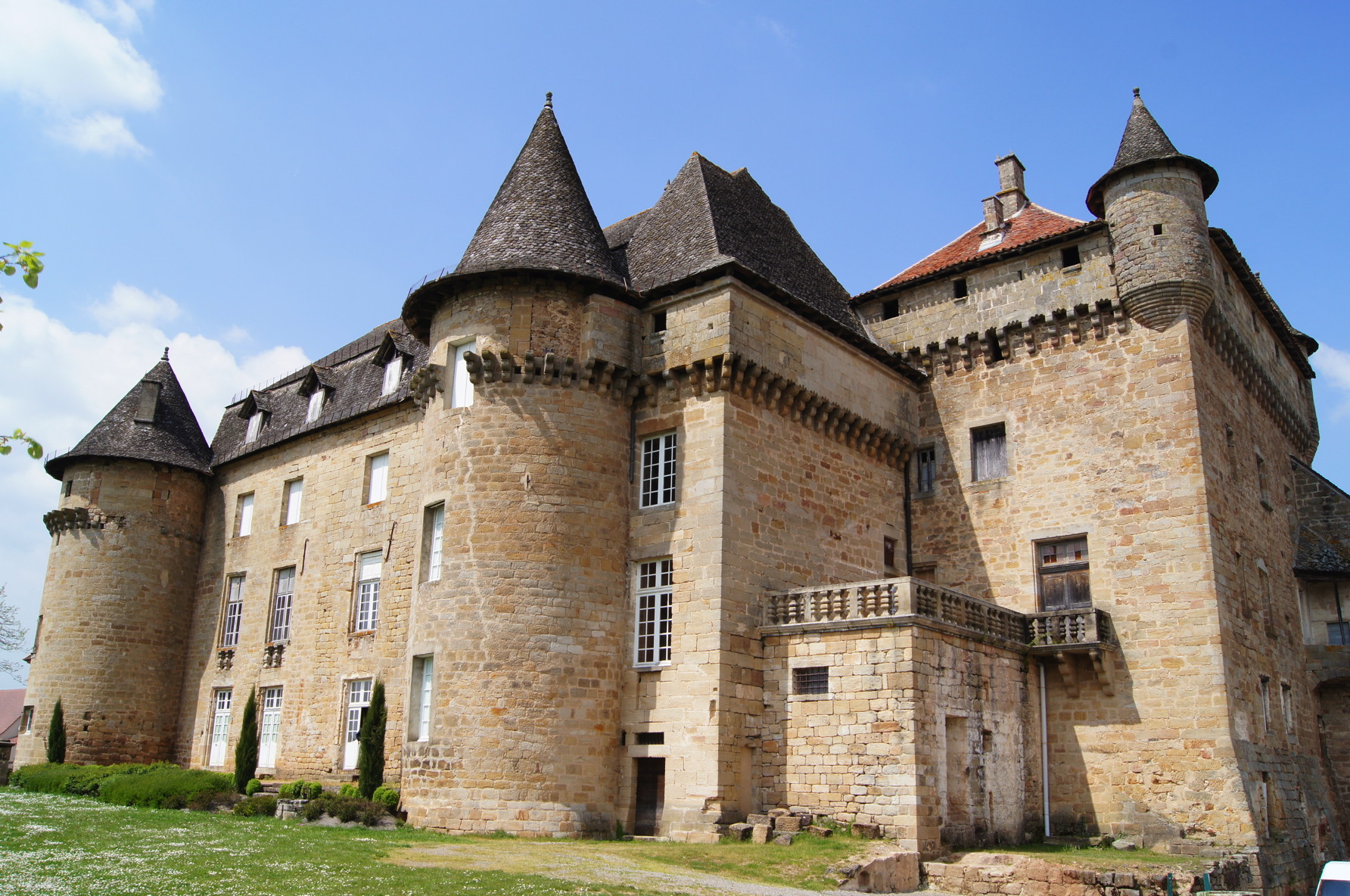
Château de Lacapelle-Marival

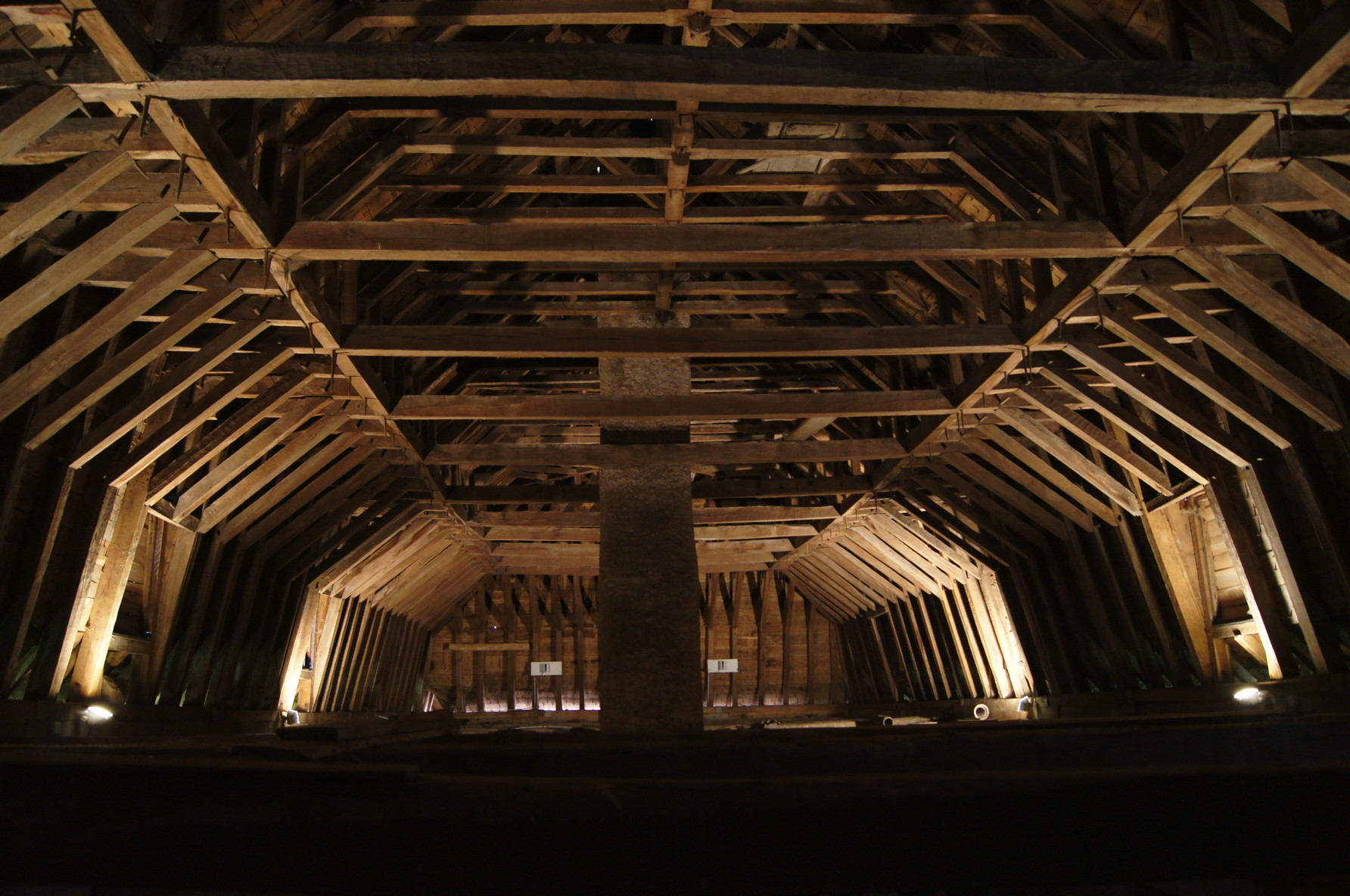
Dachstuhl

- Das Schloss (Château de Lacapelle-Marival) steht mitten im Ort und stammt ursprünglich aus dem 12. Jahrhundert; es wurde jedoch im 15. und 16. Jahrhundert komplett erneuert. Ein mächtiger quadratischer Wehrturm (donjon) bildet den Kern der heutigen Anlage; sein unterer Bereich ist geböscht und war ehemals von einem Wassergraben umgeben. Der Turm schließt oben ab in einem Wehrgang mit machikoulis und kleinen Scharwachttürmchen (échauguettes) in den Ecken. Der dreigeschossige Wohntrakt (corps de logis) des 16. Jahrhunderts hat ein ausgebautes Dachgeschoss mit Lukarnenfenstern und einem imposanten Dachstuhl. Zwei halbrund vorspringende Treppentürme, die den Wohnflügel rahmen, sind noch Erinnerungen an das Mittelalter. Die Porte de l’Arbol ist der letzte erhaltene Teil einer einst siebentürmigen Einfassungsmauer. Das Schloss wurde im Jahr 1939 als Monument historique anerkannt.[1]
- Die Pfarrkirche Notre-Dame de l’Assomption stammt aus dem 16. Jahrhundert. Ihre geradlinigen und weitgehend schmucklosen Formen weisen bereits auf beginnende klassizistische Einflüsse hin. Das Kirchenschiff wird von jeweils fünf Seitenkapellen begleitet, die sowohl zur Finanzierung als auch zur Stabilisierung des Bauwerks beigetragen haben.
- Die langgestreckte Markthalle aus dem 16. Jahrhundert verfügt noch über ihren originalen Dachstuhl, der auf zwölf gemauerten Pfeilern ruht.
- An einem nahegelegenen See findet sich ein überdachter Waschplatz (lavoir) aus dem 19. Jahrhundert.

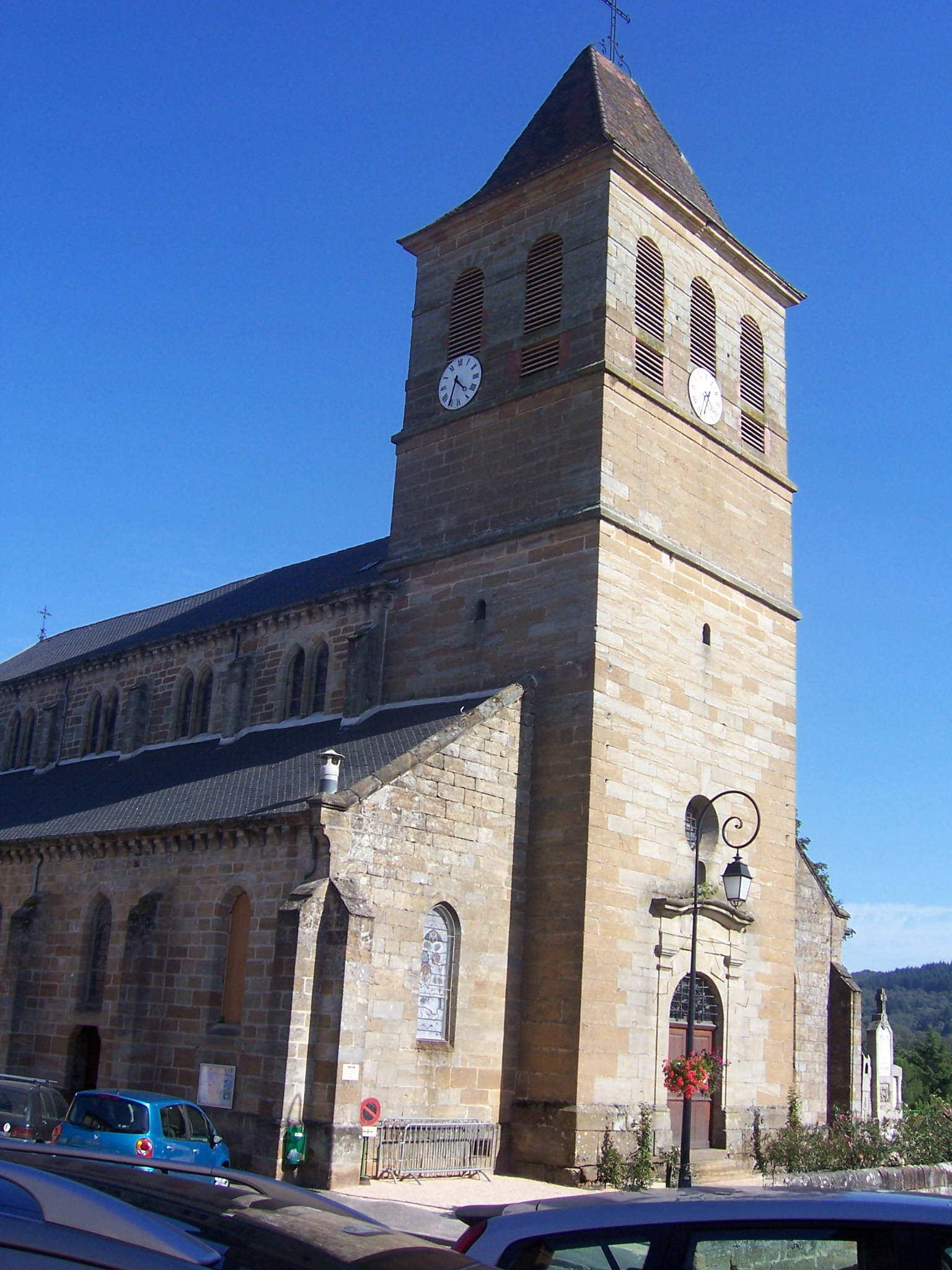
Pfarrkirche
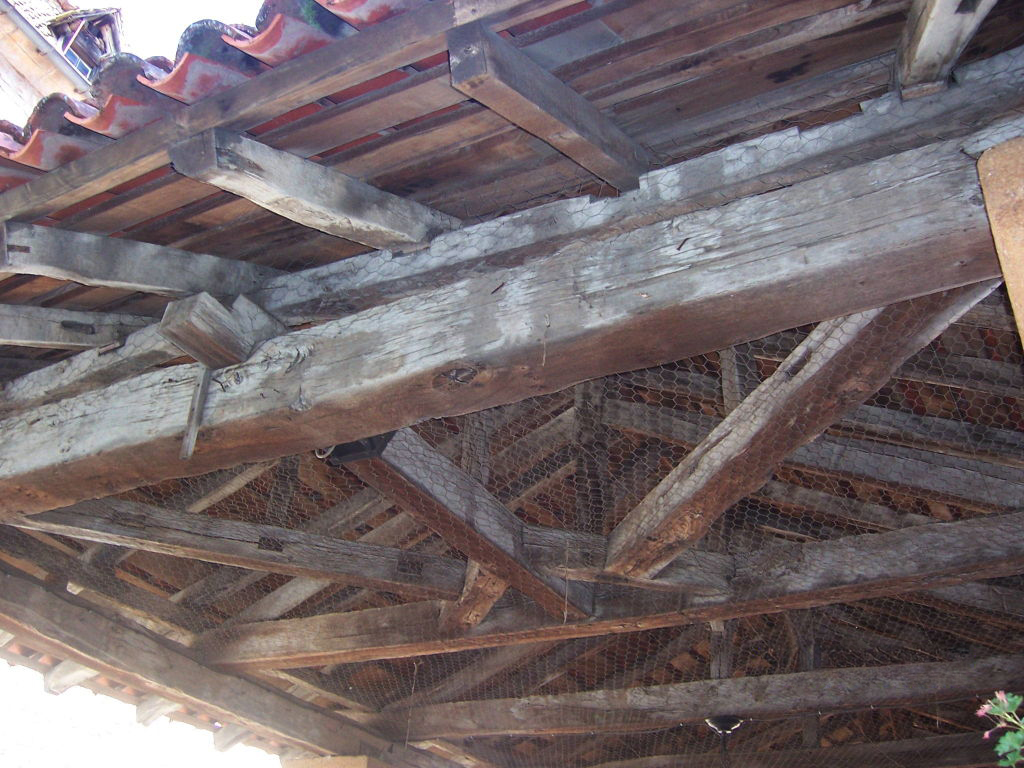
Markthalle
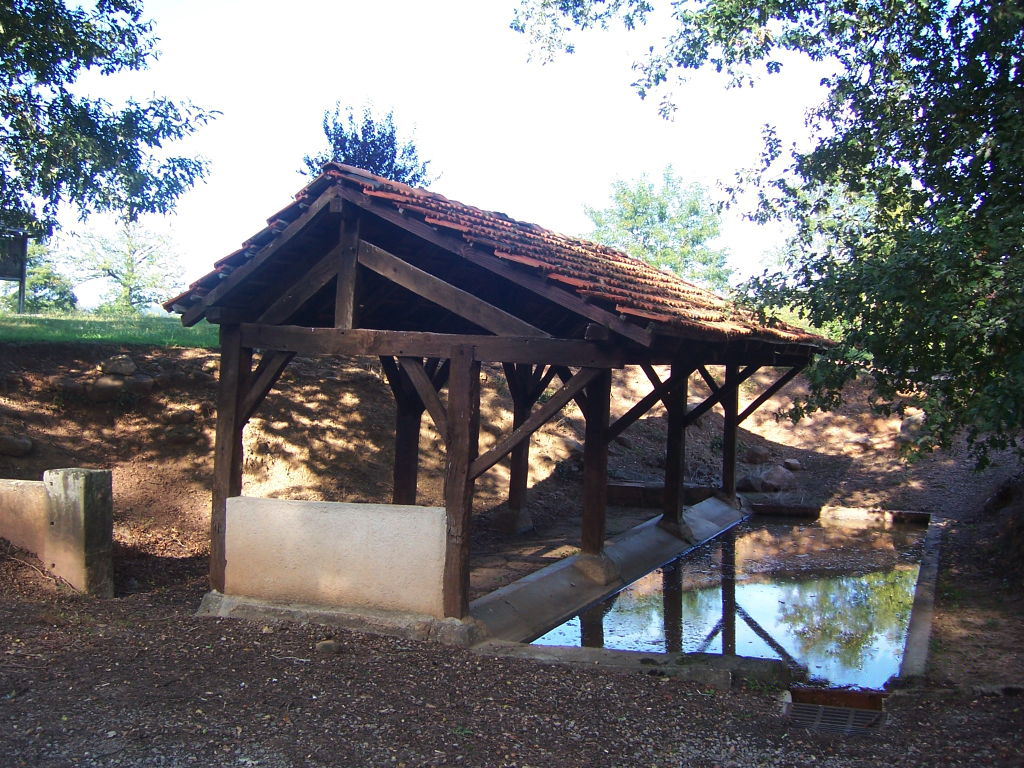
Waschplatz